# Своя земля
«Своя земля» — советский телефильм 1973 года режиссёра Петра Тодоровского по повести Фёдора Абрамова «Безотцовщина».

## Сюжет
Пятнадцатилетний, растущий без отца, мальчишка Володька в деревне слывёт ленивым и беспутным балбесом. Целыми днями он со своей собакой шатается по лесу. Любое дело он бросает незаконченным. Но бывший фронтовик Кузьма Антипин берёт Володьку с собой на сенокос, и это меняет парня.

## В ролях
- Г. Калигин — Володька
- Павел Шальнов — Кузьма Антипин
- Леонид Иудов — Никита
- Светлана Жгун — мать Коли
- Сергей Жуков — Колька
- Нина Чаплыгина — Нюра
- Валентина Беляева — Парася
- Михаил Бочаров — Игнат
- Людмила Цветкова — эпизод
- Валентина Коротаева — эпизод
- Александр Аржиловский — эпизод

## Съёмки
Фильм снимался в Вологодской области.